# Tracheomalacja

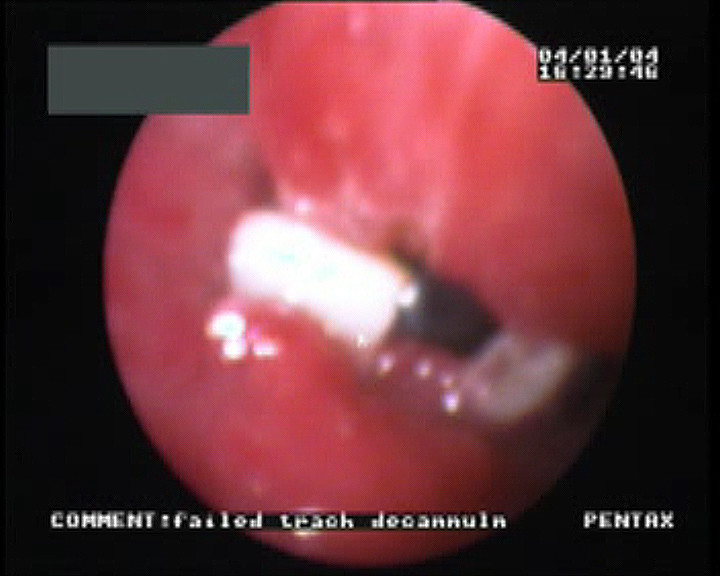
Złamanie chrząstki pierścieniowatej tchawicy jako powikłanie tracheotomii widoczne w obrazie bronchoskopowym jako uwypuklenie ściany tchawicy do jej światła powyżej rurki tracheostomijnej

Tracheomalacja (wiotkość tchawicy, wrodzone rozmiękanie tchawicy, ang. tracheomalacia, łac. tracheomalacia) – polega na nadmiernej wiotkości ścian tchawicy prowadzącej do znacznego zmniejszenia światła tchawicy w czasie wzrostu ciśnienia w klatce piersiowej. Jeżeli wada obejmuje również oskrzela, mówi się o tracheobronchomalacji.  

## Etiologia
Tracheomalacja pierwotna to najczęstsza wada wrodzona tchawicy. U dorosłych ma zwykle charakter wtórny, powstaje w wyniku przewlekłego procesu zapalnego, ucisku z zewnątrz przez guz lub nieprawidłowo przebiegające naczynia tętnicze. Na ogół objawia się produktywnym kaszlem, świstem wydechowym i nawracającymi zakażeniami dolnych dróg oddechowych; ponadto chorzy mogą się też skarżyć na napadową duszność, rzadko krwioplucie.
Wiotkość tchawicy może być wrodzona lub nabyta. W pierwszym przypadku przyczynami tracheomalacji są:
- odcinkowa hipoplazja lub aplazja chrząstek pierścieniowatych
- wrodzone pierścienie naczyniowe lub anomalie unaczynienia tętniczego, powodujące ucisk tchawicy i uszkodzenie jej chrząstek
- tracheobronchomegalia (zespół Mounier–Kuhna), w którym istnieje wrodzony brak elastyczności i wtórna nadmierna wiotkość części mięśniowej ściany
- atrezja przełyku z przetoką przełykowo–tchawiczą, w której u około 3/4 pacjentów w miejscu przetoki dochodzi do hipoplazji chrząstek tchawicy.

## Rozpoznanie
Rozpoznanie potwierdza się bronchoskopią, w której widoczne jest znaczne (>50%) zmniejszanie się światła tchawicy w czasie nasilonego wydechu lub kaszlu. Zapadanie się tchawicy w czasie wydechu można również potwierdzić za pomocą tomografii komputerowej wykonanej podczas wdechu oraz forsownego wydechu. 
W spirometrii zwykle stwierdza się cechy obturacji, na wykresie przepływ-objętość typowy jest szybki spadek przepływu w czasie wydechu oraz zachowany prawidłowy kształt krzywej wdechowej. Jeśli nie występują dolegliwości, leczenie nie jest konieczne. U chorych z objawami można rozważyć nieinwazyjne wspomaganie wentylacji dodatnim ciśnieniem albo leczenie inwazyjne (tracheostomia lub wszczepienie stentu do tchawicy/oskrzeli).

## Klasyfikacja
Wyróżnia się, ze względu na etiologię, trzy typy tracheomalacji:
- typ 1 – wrodzony
- typ 2 – nabyty, spowodowany uciskiem z zewnątrz, np. pierścieniami naczyniowymi
- typ 3 – nabyty, spowodowany przewlekłym stanem zapalnym lub przedłużoną intubacją.

## Leczenie
W większości przypadków nie ma konieczności specjalistycznego leczenia. Wraz ze wzrostem dziecka narząd usztywnia się i objawy wiotkości tchawicy zanikają. W sytuacjach gdy tak się nie dzieje i dochodzi do sytuacji zagrożenia życia (bezdech, intubacja, sztuczna wentylacja) leczenie może polegać na aortopeksji lub bronchoskopowym stentowaniu narządu.